# Saint-Rivoal
Saint-Rivoal település Franciaországban, Finistère megyében. Lakosainak száma 220 fő (2022. január 1.). Saint-Rivoal Lopérec, Botmeur, Brasparts és Sizun községekkel határos.

## Népesség
A település népessége az elmúlt években az alábbi módon változott:
| Lakosok száma | 257  | 208  | 172  | 171  | 170  | 178  | 194  | 211  | 214  | 220  |
|               | 1968 | 1982 | 1990 | 2006 | 2013 | 2015 | 2017 | 2019 | 2020 | 2022 |